# 21 Рака
21 Рака (лат. 21 Cancri) — двойная звезда, которая находится в созвездии Рака. Главный компонент, 21 Рака А, — красный гигант спектрального класса М.

## Наблюдения
21 Рака расположена в северном небесном полушарии, недалеко от небесного экватора, что делает возможным её наблюдение практически с любой точки Земли, кроме Антарктиды. Из-за низкой яркости (видимая величина +6,1), звезда недоступна наблюдениям невооружённым глазом, однако в бинокль хорошо просматривается, при отсутствии светового загрязнения.
Наиболее удобный период наблюдения звезды выпадает в период с декабря по май в северном полушарии.

## Физические характеристики
Звезда является красным гигантом с абсолютной звёздной величиной -1,53. Положительная радиальная скорость звезды указывает на удаление звезды от Земли. 21 Рака удалена от нас на 1113 световых лет. Масса звезды в 5.3 раза превышает массу Солнца, радиус - в 58 раз больше солнечного (диаметр 21 Рака больше размера Арктура и Альдебарана). Светимость в 350 раз превышает светимость Солнца, температура поверхности составляет около 3000 градусов Цельсия.